# Дражен Богопенец
Дражен Богопенец (око 1306/7) био је жупан у Хумској земљи, у области Калиновика (између Калиновика, Коњица и Невесиња).

## Биографија
Хумска земља је почетком 14. века била у саставу Српског краљевства под Милутином Немањићем (1282-1321). Преко кнеза Константина Нелипчића, тамо је свој утицај успоставио Павле I Шубић, брибирски кнез, користећи се грађанским ратом између Милутина и сремског краља Драгутина. Дражен је рођен у Невесињу средином 13. века. Био је члан угледне породице Богопанковић. Историја ове породице није позната. Богопенец се први пут појављује у дубровачком документу у Diversa Cancellarie године 1306. (20. или 24. мај). Дубровачки племић Тома Држић жалио се Републици писмом од 7. јануара 1307. године да је опљачкан у Вечерићу. У пљачки је наводно учествовао и Богопенец. Штета је била 800 перпера. Следећи пут на Дражена наилазимо у документу од 7. јануара 1307. године где пише да је био у Броћну у Хуму када га је Нићифор Рањина тужио пред кнезом Константином за пљачку неке робе. Богопенец и његови сарадници, Аљен Богавчић и Пурчић, биле су најмоћније личности у Хуму почетком 14. века. Након уклањања Пурчића 1330-их година Богопенеци су преузели вођство у Хуму.
Дражен Богопенец је био отац Милтена Драживојевића, односно деда Санка Милтеновића, оснивача династије Санковић.